# Поль Верлен
Поль Марі́ Верле́н (фр. Paul Marie Verlaine; 30 березня 1844, Мец — 8 січня 1896, Ежен) — французький письменник, поет, символіст.

## Біографія
Народився 30 березня 1844 року в містечку Мец у сім'ї військового інженера, який рано помер. Матір — дочка багатого цукрового фабриканта, одна виховувала дитину. 1851 року Верлен навчався у Парижі, у приватному пансіоні Ландрі. Згодом Верлен продовжив навчання в паризькому ліцеї Бонапарта. У 1862 році, склавши іспит на звання бакалавра, слухав лекції в училищі правознавства. Проте навчання тривало недовго. Уже в 1864 році Верлен — дрібний службовець одного зі страхових агентств, дещо пізніше — чиновник районної паризької мерії та міської ратуші.
З самого дитинства він проявляв здібності до писання віршів. Уже 1858 року надіслав один із ранніх віршів — «Смерть» — Віктору Гюго й одержав схвальну оцінку, а 1863 року з'явилася перша публікація поета-початківця.
Сподіваючись на сімейне щастя та домашній затишок, Поль Верлен у 1870 році одружився з шістнадцятирічною Матильдою Моте, одначе згодом поету довелося зазнати розчарування у своїх задумах. У 1871 році Верлен не підкорився версальцям, залишився в Парижі, працюючи в бюро преси Паризької комуни. Тому він мусив пережити репресії та кривавий терор, тривалий час переховуючись. Так він приохотився до алкоголю. Фатальну роль у цьому відіграли й гомосексуальні стосунки з Артюром Рембо.
У серпні 1871 року юний Рембо надсилає Верлену листа з віршем «П'яний корабель», а потім приїжджає до нього в Париж. Їхні стосунки були бурхливими та сповненими драматизму. Зблизившись із Верленом, Рембо став його постійним супутником, завсідником гулянок у кафе. У липні 1872 року обидва поети вирушають у Бельгію, а звідти — в Англію, де, терплячи голод і холод, часто задурманені алкоголем, вони проводять час у безкінечних суперечках та сварках. Улітку 1873 року в Брюсселі під час сварки Верлен поранив коханця, вистріливши в нього з пістоля. За замах на життя Рембо Верлена було затримано і 8 серпня 1873 року засуджено на 2 роки тюремного ув'язнення. Коли Верлен перебував у в'язниці містечка Монс, йому було вручено копію рішення суду про розірвання шлюбу з дружиною.
У тюрмі Верлен переживав глибоку духовну кризу. Тут він знову повернувся до католицької віри, віри його дитинства. Там же написав поезії, які увійшли до збірки «Романси без слів» (1874). Цю збірку віршів літературознавці оцінюють як вершину творчості Поля Верлена, тому що саме з нею пов'язується уявлення про нову, імпресіоністичну поезію Верлена.

## Творчість
Поль Верлен посідає особливе місце серед видатних французьких ліриків кінця XIX століття. Проголошений «принцом поетів» і шанований як визнаний майстер символічного напряму, він, проте, не був ні його лідером, ні теоретиком. Факти особистої біографії поета та його творчість нерозривно пов'язані. Натура пристрасна й неврівноважена, Верлен часто згинався під тягарем життєвих обставин, заплутувався в суперечностях власної долі й характеру. Але справедливо зауважив А. Франс: «Не можна застосовувати до цього поета те ж мірило, яке застосовують до людей розсудливих. Він має права, яких у нас немає, оскільки він стоїть незрівнянно вище і, разом із тим, незрівнянно нижче за нас. Це несвідома істота, і це такий поет, який зустрічається раз на століття».
Уже в юнацькі роки у Верлена з'являється схильність до літературної творчості. Він зачитується віршами Ш. Бодлера, поетів — «парнасців» Т. де Банвіля і Т. Готьє. Восени 1862 року Верлен записується на факультет права — вивчати юриспруденцію, та незабаром через матеріальні нестатки полишає навчання і стає до роботи.
У 1866 році Верлен публікує свої вірші в журналі «Сучасний Парнас» і видає власним коштом збірку «Сатурнічні поезії» У першій збірці поета ще відчутний вплив естетики поетів-«парнасців». «Парнасці» відмовлялися від романтичного «кипіння почуттів», від «сповідальної лірики».
Основним критерієм прекрасного, на їх думку, мала бути досконалість форми, «рівновага між об'єктивним і суб'єктивним», і цей принцип почасти зберігається в поетичних образах молодого Верлена. Однак вірші «Сатурнічних поезії» вже мають ознаки оригінального верленівського стилю: меланхолійність інтонації, здатність передавати таємні порухи душі, її «музику».
Збірка присвячена тим, хто народився «під знаком Сатурна», усім, «хто нещасливий на землі, кого тривожить бентежна уява, хто приречений на землі, а можливо, і на віковічні страждання». Саме таким бачив поет себе й свого читача, сподіваючись на його співчуття. Поет захоплено говорить про твори та предмети мистецтва, часто вживає слова прекрасне, ідеал, безпристрасний, байдужий. Але в його сприйнятті світ не є холодно-гармонійним і прекрасно-байдужим, яким він поставав у «парнасців». Створені Верленом пейзажі здебільшого зображують осінь, захід сонця, сутінки («Осіння пісня», «Сонце на спаді», «Nevermore»). Ліричний герой цих віршів статичний, у його застиглості відчутне щось фатальне. Наприкінці 60-х років Верлен співпрацює з літературними журналами; у 1869 році видає власним коштом збірку під назвою «Вишукані свята». Відправним пунктом для створення збірки прислужилися поетові книга братів Гонкурів про мистецтво XVIII століття, окремі вірші В. Гюго і Т. де Банвіля, а також відкриття залів Лувру, присвячених цій «галантній» епосі.
У збірці «Вишукані свята» Верлен використав характерний для «парнасців» прийом створення пейзажу: не враження від живої природи, а її відображення в живописі надихають поетичні рядки. Поета захоплюють картини Ватто, Фрагонара, Греза, проте, замальовки природи набувають суто верленівського характеру «пейзажу душі», вони підпорядковані тут основному художньому завданню — виявити відтінки стану душі ліричного героя. Дами й кавалери, які з'являються в книзі, не живуть у реальному світі, а існують як гра уяви, як примхлива вистава на тлі витонченого «пейзажу душі»: «Твоя душа — витворний краєвид, / Яким проходять з піснею і грою / Чарівні маски, радісні на вид,/ Та сповнені таємною журою». Вірші «Вишуканих свят» написані в новій, абсолютно відмінній від «парнаської», меланхолійно-грайливій формі, яка допускає розмовну інтонацію. Поет бавиться новими, неможливими в традиційному віршуванні римами.
Збірка «Вишукані свята» дала поштовх подальшим творчим шуканням самого Верлена і А. Рембо.
Любовна пристрасть до Матильди Моте, чарівної шістнадцятилітньої дівчини навіяла Верлену вірші, зібрані в третій книзі «Добра пісня» (1870). Це розповідь про палке й водночас несміливе кохання до дівчини, яка полонила поета чистотою і жіночою чарівністю. Віршам, які увійшли до збірки, притаманна спільна мелодія. Голос поета стає ніжним, ліричним. Він пише про очікування, про нетерпіння, з яким «чекає союзу двох сердець», про скромну принадність своєї нареченої, про пробудження в душі високих почуттів. У цілому збірка знаменує перехід від «епічного» до особистого, повсякденного, до вражень «цієї миті». Проникливе засвоєння подробиць буття, звичайних, щоденних речей, які Верлен перетворює на деталі істинно поетичного світу, на «пейзаж душі»,- все це, як і характерна природність вірша, стає ознакою «імпресіоністичної поезії».
Збірку «Добра пісня» було видрукувано влітку 1870 року, напередодні франко-прусської війни. Саме тоді відбулося й весілля Верлена та Матильди. Молодята оселилися в Парижі, і незабаром їм довелося пережити облогу столиці прусськими військами.
Після 1871 року верленівска меланхолія поглиблюється. У цьому відіграють свою роль і поразка Паризької Комуни, і особисте життя, що не склалося. Родинні відносини перетворюються на справжню драму після знайомства поета з Артюром Рембо. Суцільний нігілізм і анархізм цього юного генія підштовхують Верлена до рішучішого розриву з поетичною традицією. Із січня 1872 року Верлен повсякчас перебуває із Рембо, який глибоко вплинув на нього своєю думкою про необхідність пошуку нових шляхів поетичної творчості. Поети вирушають у мандри до Бельгії, до Англії, знову повертаються до Бельгії.
Знову, як і в перших збірках, звучать ноти суму й меланхолії, нетривалого забуття і печалі. Окремі вірші збірки нагадують пейзажі художників-імпресіоністів, часом у них усе ніби вкрите сірою імлою або розчинене в тумані. При цьому чітко виявляється притаманна поезії межі століть тенденція до синтезу словесних і живописних образів, використання образотворчих художніх можливостей мови. Прислухаючись до монотонного шуму дощу, до відлуння церковних дзвонів, блукаючи насиченими осіннім повітрям вулицями, занурюючись у бузково-зелену тінь дерев, поет зливається душею з печальним і таємничим світом.
Навколишні предмети не існують для нього окремо від світла, яке вони випромінюють, від вібрації повітря: «-Зеленаво й малиново/ У непевнім світлі лампи /За вікном все знову й знову/ Мерехтять пригарки й рампи…». «Романси без слів», імпресіоністичні за своєю природою, складаються переважно з віршів, які змальовують пейзажі.
Інші сюжети (історичні, героїчні, сатиричні) безслідно зникають. Але пейзаж тут незвичайний — це знов-таки «пейзаж душі». Природа й душа поета зливаються в одному образі, в єдиній істоті, яка, залишаючись природою, стає водночас людиною. «Миттєвість» вражень підкреслена тим, що Верлен із усіх часів дієслова віддає перевагу теперішньому, а самі дієслова в нього поступаються місцем іменникам. Разом із дієсловом-присудком із поетичної фрази зникає дія. Верлен спробував довірити спілкування душі та природи барвам і звукам.
Сама назва збірки «Романси без слів» свідчить також про прагнення поета підсилити музичну забарвленість віршів: «Мжиці зажурені звуки / і на землі, й по дахах! / В серці, що в'яне від скуки, /ллються зажурені звуки». Поезія Верлена вперше у Франції покладається на сугестивну силу лірики: поетичне слово в його віршах впливає не стільки завдяки своєму предметному значенню, скільки завдяки «смисловому ореолу», який навіює, підказує ті чи інші настрої. Саме через це поети-символісти вважали Верлена своїм попередником.
По виході з в'язниці у світосприйнятті поета відбувся справжній переворот — він навернувся в католицтво. Наступна книга Верлена «Мудрість» (1881) явила світові нову властивість його поезії — релігійне натхнення. Релігійне обернення, бурхливе й пристрасне, було, як це притаманно Верлену, суперечливим і непослідовним, разом із тим, «Мудрість» — книга глибоко продумана. Поет, відрікаючись від свого розпусного минулого з Рембо, розраховував знайти «підкріплення» у вірі, за її допомогою розв'язати конфлікт між «життям» і «мистецтвом».
У 1875—1877 роках поет живе переважно в Англії, багато працює.
У 1882 році Верлен публікує вірш «Поетичне мистецтво». Вірш ніби подає теоретичне обґрунтування тих особливостей поезії Верлена, які намітилися в «Сатурналіях» та «Вишуканих святах» і повністю втілилися в «Добрій пісні» й особливо в «Романсах без слів».
У «Поетичному мистецтві» в наспівних, ритмічно витончених віршах, які своєю якістю повинні були показати можливості нової поетики, Верлен протиставляє музичність вірша визначеності його сенсу, закликає до максимального нюансування зображення і демонстрації відтінків. Замість барв певних тонів суттєвими виявляються переходи, напівтони. Саме звідси гасло «Музика перш за все» — адже музика знищує чіткість граней у зображуваному. Верлен закликає позбавитися у віршах розуму й дотепності, сміху й красномовства, оголошує війну римі як пустому брязкальцю. Вірш за Верленом, цінний лише своєю безпосередністю, за умови, однак, що він прагне «до небес інших». Він повинен бути, як «пісня захмелена», оскільки в ній до чіткого обов'язково домішується хистке: «Найперше — музика у слові! / Бери ж із розмірів такий,/ Що плине, млистий і легкий,/ А не тяжить, немов закови».

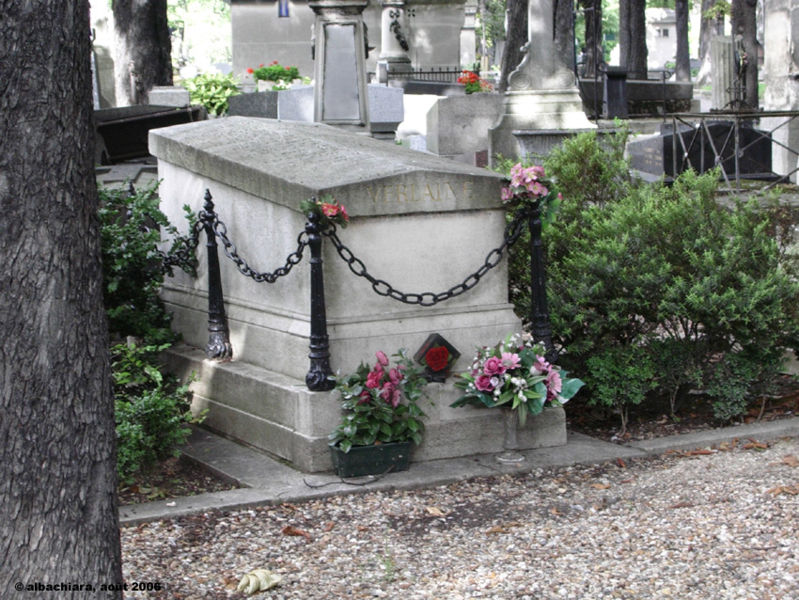
Місце поховання Поля Верлена на кладовищі Батіньйоль

Правила традиційного французького олександрійського (силабічного) віршування вимагали певної кількості складів у рядку та наявності рим, мова мала «підкорятися» розміру. Верлен же піддавав сумніву і рими, і мірність вірша, а поруч з тим демонстрував можливості «неправильностей»; Повтори, внутрішні рими, системи співзвучних голосних (асонанси) і приголосних (алітерації) — все це створює ефект справжньої музики слова. Мова тут покликана навіювати, а не описувати чи доводити. Поет вплітає у вірші просторіччя, провінціалізми, архаїчне мовлення й мовні «неправильності» Це створює ілюзію абсолютної спонтанності й мовної інтимності. Верлен розчленовує олександрійський вірш за допомогою незвичних цезур і неочікуваних переносів таким чином, що часом здається, ніби вірші переходять у прозу. Саме Верлен проклав шлях верлібру поетів-символістів. «Поетичне мистецтво» було сприйняте молодими поетами-символістами як справжній маніфест, хоча сам Верлен застерігав своїх послідовників від буквального наслідування своїх настанов. У циклі «Прокляті поети» (1882) Верлен дав вичерпну характеристику найновішої школи поетів-символістів і визнав геніями зовсім невідомих у той час С. Малларме, А. Рембо, Т. Корб'єра та ін. Успіх «Проклятих поетів» викликав цікавість публіки і до самого Верлена — поет отримав змогу видавати свої твори та одержувати за них гроші. А доти він вів злиденне існування, хворий та переслідуваний постійними невдачами.
Помер Поль Верлен 1896 року в лікарні від запалення легень.

### Становлення поета
Поетичну творчість розпочав під впливом митців «парнаської» школи та романтиків, зокрема Ш. Бодлера. Про вплив «парнасців» на становлення поета свідчить те, що його перші літературні спроби (сонет «Пан Прюдум», збірка «Сатурнічні поезії» — 1866) помітно позначені їхньою естетикою. У 1869 році вийшла друга поетична збірка Верлена — «Вишукані свята» як своєрідне наслідування стильової манери художника Ватто. У цій збірці поряд із типово «парнаським» віршами з'явилися характерні для Верлена наспівні поезії, пронизані відчуттям безпричинної меланхолії. У 1870 році вийшла третя збірка Поля Верлена «Добра пісня», присвячена його нареченій Матильді Моте, з якою він уперше зустрівся в 1869 році, коли їй виповнилося лише 17 років.

### Пізня творчість
Останні 15 років життя Верлена — пізня творчість поета.

## Твори

### Збірки віршів
- «Сатурнічні поезії» (1866)
- «Друзі» (1867)
- «Вишукані свята» (1869)
- «Добра пісня» (1870)
- «Романси без слів» (1874)
- «Мудрість» (1880)
- «Колишнє й недавнє» (1884)
- «Любов» (1888)
- «Паралельно» (1889)
- «Посвяти» (фр. Dédicaces) (1890)
- «Жінки» фр. Femmes (1890)
- «Щастя» (фр. Bonheur) (1891)
- «Пісні для неї» (фр. Chansons pour elle) (1891)
- «Інтимні літургії» фр. Liturgies intimes (1892)
- «Елегії» (фр. Élégies) (1893)
- «Оди в його честь» (фр. Odes en son honneur) (1893)
- «У підвішеному стані» (фр. Dans les limbes) (1894)
- «Епіграми» фр. Épigrammes (1894)
- «Плоть» (фр. Chair) (1896)
- «Інвективи» (фр. Invectives) (1896)

### Проза
- «Прокляті поети» (фр. Les Poètes maudits) (1884)
- «Мемуари вдівця» (фр. Les mémoires d’un veuf) (1886)
- «П'ятнадцять днів у Голландії» (фр. Quinze jours en Hollande) (1893)
- «Сповіді» (фр. Confessions) (1895)

## Видання українською мовою
- Поль Верлен. Лірика / Пер. з французької М. Рильського, М. Лукаша та Г. Кочура. — К.: Дніпро, 1968. — 174 с.
- Поль Верлен. Романси без слів: антол. укр. пер. поезій Поля Верлена / упор., додаток О. Крушинська ; вступ. ст. О. Чередниченко. — К.: Либідь, 2011. — 408 с.